# علم النفس العصبي التنموي
علم النفس العصبي التنموي أو علم النفس العصبي التطوري (بالإنجليزية: Developmental neuropsychology)‏ يجمع بين مجالات العلوم العصبية وعلم النفس التنموي، بينما يستمد من مختلف التخصصات الأخرى ذات الصلة. يفحص العلاقة بين السلوك ووظيفة الدماغ طوال فترة حياة الفرد، رغم ذلك في كثير من الأحيان يتم التركيز على مرحلتي الطفولة والمراهقة التي يحدث فيها غالبية نمو وتطور الدماغ. يميل البحث إلى التركيز على تطوير الوظائف السلوكية المهمة مثل: الإدراك واللغة والعمليات المعرفية الأخرى. غالبًا ما تتمحور الدراسات في هذا المجال حول الأطفال أو الأفراد الآخرين الذين يعانون من اضطرابات في النمو أو أنواع مختلفة من الصدمات أو الإصابات المرتبطة بالدماغ. ومن المفاهيم الرئيسية لهذا المجال أن ينظر في الجوانب النفسية للتنمية ومحاولة ربطها، مثل: السلوك، والفهم، والإدراك وما إلى ذلك، بالهياكل العصبية المحددة؛ فإنه يرسم أوجه التشابه بين السلوك والآلية في الدماغ. يتضمن البحث في هذا المجال العديد من المهام والاختبارات المعرفية بالإضافة إلى التصوير العصبي. العديد من الحالات التي درسها علماء النفس العصبي التنموي تشمل: تلف الدماغ الخلقي أو المكتسب، اضطراب طيف التوحد، اضطراب نقص الانتباه، الاختلال الوظيفي التنفيذي، نوبة الصرع، التخلف العقلي، اضطراب الوسواس القهري، التلعثم، الفصام، فقدان القدرة على الكلام، وغيرها من حالات التأخير في التعلم مثل: عسر القراءة، عسر الكتابة، وخلل الاداء التنموي.

## التاريخ
يعتبر ألكسندر لوريا الأب المؤسس لمجال علم النفس العصبي. قَدَّمَت أعمال لوريا الكثير من الأساس لما نعرفه اليوم باسم علم النفس العصبي للأطفال (علم النفس العصبي التنموي الذي يركز فقط على بداية فترة الحياة)، حيث أن الكثير من أعماله كانت متعلقة بإعادة تأهيل النطق. تم إنشاء Luria-Nebraska neuropsychological battery بناءً على أفكاره، وهو اختبار قياسي للأداء النفسي العصبي. ليف فيجوتسكي، طالب تابع للوريا، قَدَّمَ مساهمات كبيرة في علم النفس العصبي للأطفال. لقد طورت أساليبهم معًا الأساس لما يُعرف باسم نهج فيجوتسكي-لوريا. يتميز هذا النهج بفكرة أن «الوظائف النفسية العليا تتميز بثلاث سمات رئيسية: (1) التكوين الاجتماعي؛ (2) هيكل النظام؛ و (3) التنظيم الديناميكي» وأيضا هذا النهج يفحص التنظيم العصبي وبُنية الوظائف وراء هذه الوظائف العقلية العليا.
بمرور الوقت، أصبح إكمال التعليم إلى مستوى المدرسة الثانوية شائعًا بشكل متزايد حيث أصبح هناك المزيد والمزيد من الوظائف التي تحتاج إلى مهارات مثل: القراءة والكتابة. مع زيادة الضغط على الأطفال لإكمال تعليمهم المدرسي، يزداد الضغط لتوفير التعليم المناسب لجميع الأطفال. وقد أدى ذلك إلى قوانين تهدف إلى ضمان التعليم للطلاب ذوي الاحتياجات الخاصة. من أجل تحقيق ذلك، بدأ تركيز البحث في التحول من البالغين الذين يمتلكون المهارت أو الذين يعانون من صعوبات في القراءة والكتابة إلى العمليات التنموية لذوي الاحتياجات الخاصة.

## الحقول الفرعية لعلم النفس العصبي التنموي
يمكن عمومًا تقسيم البحث في علم النفس العصبي التنموي إلى فئتين تستندان إلى هدفين رئيسيين للمجال: تعليمي وسريري. يهدف النهج التعليمي إلى فهم ومساعدة تعليم الأطفال النامي (أو في بعض الحالات الكبار) الذين يعانون من قصور في تعلم مهارات معينة، والأكثر شيوعًا المتعلقة باللغة-القراءة والكتابة. بينما تركز بعض الدراسات على الأطفال المصابين بتلف في الدماغ، يمكن تعلم الكثير من الأطفال الذين لا يعانون من تلف في الدماغ والذين يكافحون لتعلم مهارات معينة ويعانون من صعوبات التعلم. الهدف من هذا البحث هو فهم الأسباب العصبية لهذه المشاكل وكيفية ارتباطها بالجوانب النفسية لها من أجل تحسين البرامج التعليمية والعلاجات. يركز النهج السريري بشكل أكبر على علم الأمراض والعلاجات والتشخيصات الطبية. غالبًا هذه الدراسات تقيِّم وتصف الضرر العصبي للمريض بسبب الإصابة أو أورام الدماغ أو النوبات أو العيوب الخلقية المختلفة. هذا النوع من الأبحاث يفحص فقدان وظائف معينة بسبب الضرر ويُقِيم إلى أي مدى يمكن للمرضى استعادة هذه الوظائف، عادةً الأطفال الذين لا يزالون في طور النمو يمكنهم استعادة هذه الوظائف.